# Ère des photons

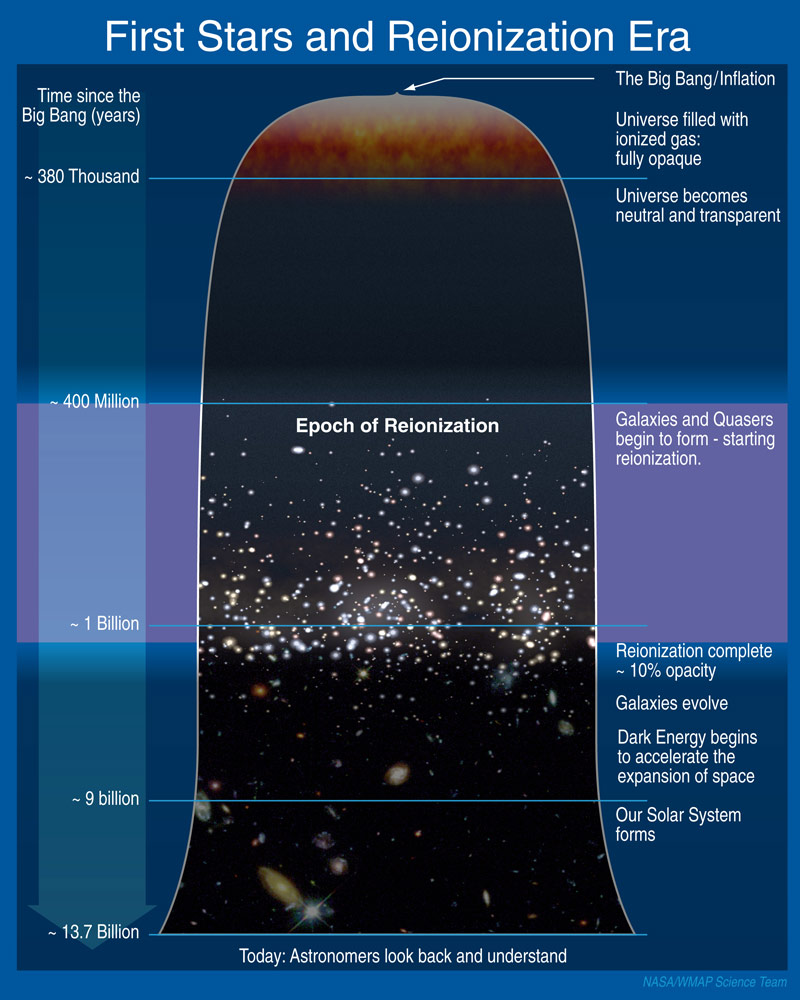
l'ère des photons est la première section de ce diagramme.

En cosmologie primordiale, l'ère des photons est une période de l'Univers primordial qui serait située entre l'ère leptonique et l'âge sombre. Cette ère doit son nom au fait que cette période commence par la création et la domination des photons, à la suite de l'annihilation des leptons et des antileptons, 10 secondes après le Big Bang.
Durant cette ère, a lieu la nucléosynthèse primordiale donnant lieu à un plasma primordial opaque et en équilibre thermique, dont les inhomogénéités sont à l'origine des structures à grande échelle de l'Univers.
Elle se termine par la fusion des électrons et noyaux en atomes, 380 000 ans après le Big Bang, lors de la grande recombinaison.

## Chronologie
L'ère de leptons a laissé l'univers rempli de leptons et anti-leptons en équilibre, qui ne cessent de se créer et s'annihiler. Dix secondes après le Big-Bang, la température de l'univers décroit suffisamment pour que les créations ne puissent plus se faire, aboutissant à une véritable annihilation des paires, produisant des photons de haute énergie, et un résidu de leptons (environ un milliard de photons pour un lepton). L'univers est alors dominé par les photons, et c'est le début de l'ère des photons qui va durer jusqu'au découplage du rayonnement, provoquant la grande recombinaison, 380 000 ans après le Big-Bang.
Durant cette ère, a lieu la nucléosynthèse primordiale, entre 10 secondes et 20 minutes après le Big-Bang, créant principalement des noyaux de deutérium, d'hélium 3 et d'hélium et des traces d'autres éléments. 
Environ 70 000 ans après le Big-Bang, l'univers étant en expansion, la densité d'énergie des photons devient inférieure à la densité d'énergie de la matière. Du fait de l'expansion, la longueur d'onde des photons augmente et donc leur énergie diminue (Relation de Planck-Einstein), changeant les rapports de densité d'énergie,. Cette période de l'ère des photons devient alors "dominée par la matière". Mais les photons jouent toujours après un rôle déterminant, car gardant l'Univers dans un état plasma essentiellement homogène et en équilibre thermique.
Cette époque prend fin quand la température de l'univers descend en dessous de 3 000 Kelvin, permettant aux électrons de former des atomes avec les noyaux, débutant l'ère de la grande recombinaison, 380 000 années après le Big-Bang,.

## Plasma primordial
À cette époque, les électrons, présents parmi les leptons résiduels, circulent librement dans l'Univers et sont à l'origine de la principale source d'interaction entre matière et lumière, par l'intermédiaire de la diffusion Thomson. Ce couplage entre lumière et matière est fort, ce qui a pour effet que l'univers est alors en équilibre thermique,. Cela explique le rayonnement du corps noir - typique d'un équilibre thermique - constituant le fond diffus cosmologique émis lors de la recombinaison.
Ce même couplage et processus de diffusion, semblable à celui du brouillard, rend aussi l'Univers opaque au rayonnement et à la lumière. Ainsi, le libre parcours moyen des photons est très faible : ils sont diffusés par la « brume d'électrons » libres.
Cet état de la matière où les électrons sont dissociés des noyaux et en interaction avec des photons est appelé état plasma et on parle souvent de cette époque sous le terme de plasma primordial. Ce plasma est alors composé d'un mélange de noyaux légers issus de la nucléosynthèse primordiale, de leptons (principalement des électrons), de photons et probablement de matière noire.
C'est dans ce plasma primordial qu'ont eu lieu les oscillations acoustiques baryoniques, produisant des inhomogénéités du plasma responsables des structures à grande échelle de l'Univers.